# DAIBAクシン!!cheki b.
DAIBAクシン!!cheki b.（だいばくしんちぇきべえ）はフジテレビにて1999年（平成11年）に放送されていたバラエティー番組。放送は1999年（平成11年）4月3日 - 1999年（平成11年）9月25日の毎週土曜日13:00-14:00。新聞のラテ欄には「ちぇきべえ」と表記されていた。

## 番組概説
女性アイドルグループチェキッ娘が出演し、著名なゲストとのトーク、母親に扮した鶴瓶がチェキッ娘メンバーの知られざる素顔を暴いていく「朝食コント」、メンバー出演のドラマ「夏までのダイアリー」、チアリーダーのコスプレで視聴者を応援しに行く「出張チアチェキSHOW!」といったコーナーで盛り上がった。
司会は笑福亭鶴瓶と桜井堅一朗。提供はドリームキャスト。番組名はチェキッ娘（ちぇき）と笑福亭鶴瓶（べぇ）より。また、タイトルロゴはアニエス・ベーのそれを模したものである。
基本的には関東ローカルでの放送で他地域のFNS系列局へのネットをしなかったが、KBS京都で不定期に遅れネット（木曜19:00-20:00）で放送されていた。なお、KBSで放送されていたのは全26回中10回（後述）。

## 主なコーナー
（以下出典：）
- 朝食コント

主に鶴瓶が母親役、桜井アナらが父親役。チェキッ娘メンバーは娘役として誰が指名されるのかは知らされておらず、その場で突然「起きなさい!」と呼ばれて出演、その後は全員でアドリブでコントを行なうという流れとなっていた。メンバーの家族、友人たちも多く出演した。最終回放送では、鶴瓶がチェキッ娘メンバーを一人ずつ呼んでそれぞれに言葉を贈っていた。
- 出張チアチェキSHOW!

『DAIBAッテキ!!』内のコーナーをそのまま継続した形で、全編ロケ企画に変え、視聴者からのリクエストを受ける形でチアチェキ軍団（田中里奈、町田恵、久志麻理奈、佐々木絵美子、野崎恵、嶋野蘭、大田祐歌）が出張して行なった。7月17日から9月18日（総集編）まで8回放送、男子校の文化祭、野球チームの応援、うどん屋のPRから彼、彼女への告白、留学する友人を励ますサポート、トライアスロン（「第13回スリーエフカップ 日米親善トライアスロン」、チェキッ娘からは新井利佳が出場）の応援のそれぞれの様子が放送された。
- ぷぅ野麦峠

『あゝ野麦峠』のパロディ。長野県内の野麦峠近くで熊切あさ美、森知子、嶋野蘭の3人が合宿し、鶴瓶のために手作りの絹製パンツを作るという企画。絹糸は蚕を育てるという段階から得ていた。1999年8月14日は、1時間全てでこの総集編を放送。なお、この野麦峠近くの合宿所にて、この3人（ユニット名は『プー』）による曲『あしたのあたし』のレコーディングも行なった。
- クイズ勝ち残り5

チェキッ娘全員参加。クイズ（漢字の問題が多かった）に正解した順に勝ち抜け。全員正解の賞品には箱根温泉旅行や鶴瓶の実家ツアーなどが用意されていた。DVD『CHECKICCO in GUAM』はこのコーナーで獲得した賞品からできた企画だった。
- おやじにつける薬

当時女子高生の間で流行っていた言葉や事柄を解説していたコーナー。鶴瓶と桜井アナも女子高生のコスプレをして出演。町田恵と矢作美樹が白衣姿で進行。
- 週刊ちぇきべぇ批評

視聴者から寄せられた5・7・5の形式による番組に対する感想、ツッコミなどをピアノ演奏の流れる中で紹介するコーナー。進行役は田中里奈と甲斐田聡美、パソコンと読み上げ担当は大田祐歌。

### ドリームキャストを使用したコーナー
- 欲望!!DREAM OR HELL

チェキッ娘が今、欲しい物を賭けてかけてドリームキャストのゲームで対戦したコーナー。挑戦者は鶴瓶が選んでいた。敗者には「顔拓」、「カッタン」（水の噴射を受ける）という罰ゲームがあった。
- よい子のホームページII

『DAIBAッテキ!!』からの継続コーナー。ドリームキャストのネット端末を使用し、チェキッ娘のホームページを、チェキッ娘との3つの約束（「いけない画像は使わないこと」「いけない音声は使わないこと」と、メンバーが独自で考えた3つ目の約束）をしながら紹介していた。なお、司会者である鶴瓶のホームページを紹介することもあった。

## ドラマ「夏までのダイアリー」

### 脚本
- 遠藤察男

### 総合演出
- 水口昌彦

### 出演者
- 矢作美樹
- 新井利佳
- 上田愛美
- 町田恵
- 藤岡麻美
- 野崎恵
- 忍成修吾
- 志ガヤ一馬
- 中里栄臣
- 笑福亭鶴瓶
- ドロンズ - 前身番組『DAIBAッテキ!!』に引き続き、当時金曜日の『DAIBAクシン!!GOLD』にて司会を務めていた。
  - 石本武士、大島直也

ほか

## ゲスト
（以下出典：）
- DA PUMP（4月3日）
- 知念里奈（4月10日）
- 下川みくに（4月3日、4月10日、7月17日）
- Something ELse（4月17日）
- 篠原ともえ（4月24日）
- PUFFY（5月1日）
- 持田香織（Every Little Thing）（5月8日）
- 鈴木あみ（現：鈴木亜美）（5月15日）
- MAX（5月22日）
- つんくwith7HOUSE（5月29日）
- ユースケ・サンタマリア（6月5日）
- 森高千里（6月19日）
- hitomi（7月3日）
- TRF（7月10日）
- 観月ありさ（7月24日） - チェキッ娘メンバーの中から3人が出場しての「観月ありさイントロクイズ」が行なわれた。
- SILVA（7月31日）
- 藤井尚之（8月7日） - 現・フジテレビアナウンサー藤井弘輝の叔父。
- 坂崎幸之助（THE ALFEE）（8月21日）
- DA PUMP（8月28日） - チェキッ娘メンバーが料理でもてなすという企画を行なった。
- the end of genesis T.M.R.evolution turbo type D（西川貴教）[5]（9月4日）
- 19（9月11日）

## KBS京都で放送された回
（以下出典：）
日付の前者はフジテレビ、後者はKBS京都での放送日。
- 第1回（4月3日 → 4月29日）
- 第4回（4月24日 → 5月6日）
- 第5回（5月1日 → 5月13日）
- 第6回（5月8日 → 5月20日）
- 第9回（5月29日 → 6月10日）
- 第16回（7月17日 → 7月29日）
- 第18回（7月31日 → 8月12日）
- 第20回（8月14日 → 8月26日）
- 第24回（9月11日 → 9月23日）
- 第26回（最終回、9月25日 → 9月30日）